# Red Bull RB6
Ред Бул RB6 е болид от Формула 1 използван от отбора на Ред Бул а дизайнер е Ендрию Нюй за сезон 2010сезон 2010. Пилоти са Себастиан Фетел и Марк Уебър и е представен в пистата Херес на 10 февруари.